# 澳門農曆春節年宵市場
澳門農曆春節年宵市場是澳門最著名的年宵市場。

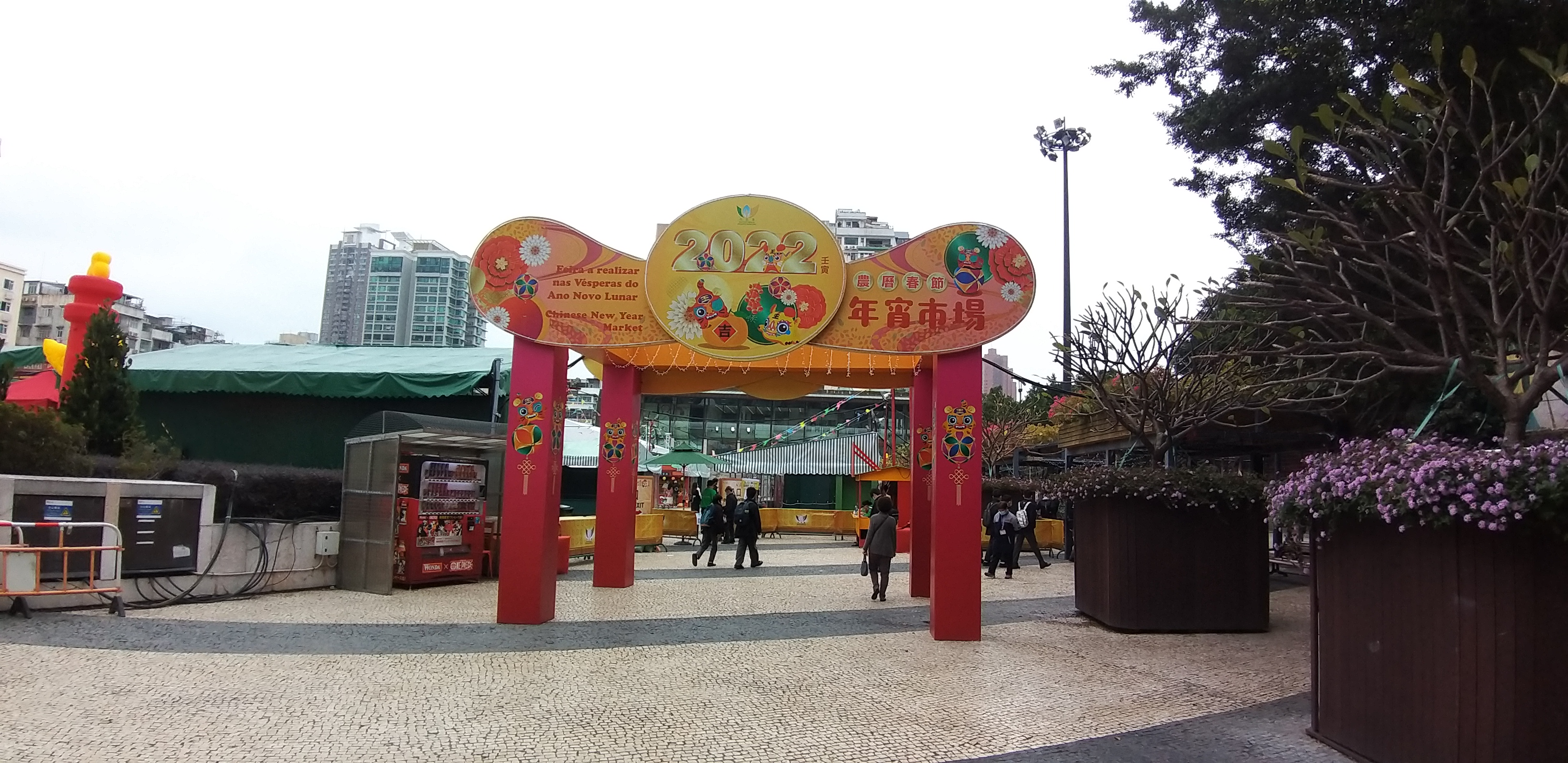
澳門2022年農曆春節年宵市場

澳門回歸前，澳門特別行政區政府年宵市場每年農曆新年由澳門市政廳及海島市政廳舉辦。2000年起，由臨時澳門市政局和臨時海島市政局負責。2002年起由澳門民政總署負責，在2019年起因民政總署更名並過渡至市政署負責。
舉行日期方面為每年農曆十二月廿三日（部分日子為廿四日），至正月初一日清晨二時結束，和香港一樣全部均為戶外舉行，較受天氣影響。

## 攤位類型
澳門的年宵市場內分賀年「禮品檔位」、「年花檔位」、「小食檔位」。
- 「禮品檔位」等同香港年宵市場的乾貨攤位，售賣的貨品大多是該年的生肖有關的物品，如風車、氣球、玩具等，有些是由經營者設計。部份攤位的收益會捐贈給慈善機構。但禁止售賣乾性食品（熟食除外）。

- 「年花擋位」等同香港年宵市場的濕貨攤位，主要是售賣年花（如水仙、年桔、桃花等等）。

- 「小食檔位」等同香港年宵市場的快餐攤位，現場售賣快餐、小吃、飲品的攤位（祐漢公園除外）。

## 歷史與背景
- 舉行地點方面，在2008年前澳門半島的年宵市場在議事亭前地（售賣賀年禮品攤位）和友誼廣場（售賣年花和小食攤位）舉行。2008年起改於塔石廣場舉行，三個不同類型的攤位（包括年花、小食和賀年禮品攤位）亦集中在該處營業。

- 自2017年起，年宵市場新增位於北區的祐漢公園舉行，初期以售賣小盆年花攤位為主，因此首次舉行期間生意和人流比塔石廣場淡靜[2][3]；2018年起新增售賣賀年禮品及小食攤檔[4]。2020年11月下旬，市政署對2021年度農曆春節年宵市場攤位舉行競投，由於競投氣氛冷淡，祐漢公園內的所有賀年禮品攤位更無人問津，只有兩個花檔以底價成交，因此市政署宣布按照承投規則，自2021年起不再於祐漢公園增設年宵市場攤檔[5]。

- 競投方式方面與香港相同於每年11月舉行，市政署都會把翌年的年宵市場檔位以價高者得的方式公開競投。如部分攤檔沒人競投就會收回。[6][7]

## COVID-19疫情對賀年活動的影響
2020年起，受COVID-19疫情影響，影響澳門年宵市場的舉辦：
- 2020年，因澳門出現兩宗COVID-19確診個案，市政署宣佈年廿九和年三十當天年宵市場提前關閉，年三十當天原本於年初一凌晨2時關閉改為提前至當天晚上8時結束。結果引起大批年宵市場攤檔檔主不滿，有檔主大呻損失慘重，更有有檔主向鐵馬外的市民「散貨」，甚至將貨品拋向鐵馬外，但被現場的治安警察局巡邏警員阻止。市政署亦於1月25日（年初一深夜）回應，就年宵市場攤販因市政署調整營運時間所提的賠償訴求，市政署將按年宵市場攤位競投規則規定，按比例退還相關准照的競投價格。市政署指出，因應疫情情況及配合特區政府防控工作，市政署調整設於塔石廣場及祐漢公園的年宵市場於1月23日及24日的營運時間，並提早於晚上8時結束，市政署已於實施日向相關攤販作出通知及解釋。市政署重申提前結束年宵市場的營運時間是為了防疫需要，避免人流聚集，以減低感染機會，希望市民及攤販理解是次安排。另外，按年宵市場攤位競投規則的相關規定，倘若發生不可抗力或意外事故等情況，市政署有權終止或暫停有關活動。[8]

- 2021年1月7日，由於負責承運爆竹煙花等物品出口之廣西省北海碼頭於同年元旦進行整改，暫停貨物運輸。由於有關危險品不具備條件按中國大陸相關要求運抵澳門，經評估，市政署決定取消該年農曆年售賣及燃放爆竹煙花活動，投得該年售賣爆竹、煙花及火箭檔位的准照持有人將獲退回相關競投金額及費用[9]。

- 2021年1月13日，市政署宣佈因應鄰近地區包括中國大陸境內和香港疫情嚴重，經綜合評估，決定停辦2021年度農曆春節年宵市場以及臨時售賣神香、風車攤檔等一系列春節活動，投得有關攤檔準照的持有人將獲全數退回競投相關金額。[10]

- 2021年11月，市政署計劃復辦2022年度農曆春節年宵市場，並加強防疫措施：除嚴格遵守衛生局防疫指引和巡查，要求檔主及攤檔人員，必須至少已接種1劑新冠疫苗，或出示7天核檢陰性證明。[11]

- 2022年1月21日，澳門特別行政區政府市政署舉行記者會，宣佈2022年農曆春節年宵市場於1月25日（年廿三）至2月1日（大年初一）凌晨舉行，設有共30個賀年禮品、年花及小食攤檔，規模與過往相若。市政署稱今年會按情況控制人流，以及留意疫情狀況安排活動。另外，位於澳門半島旅遊塔對開和氹仔麗景灣藝術酒店對開海傍的農曆新年爆竹煙花燃放區於1月31日（年廿九）至2月6日（年初六）開放，同時因應疫情關係，爆竹入貨量已減至6至7成。市政署要求所有年宵市場或爆竹煙花燃放區的攤位經營者或協助者需出示接種至少1劑COVID-19疫苗或7天內有效核酸檢測陰性證明，同時鼓勵入場人士掃描澳門健康碼「場所二維碼」。[12]

- 2023年，因應防疫措施放寬，年宵市場、爆竹煙花燃放區及傳統節日臨時售賣神香風車攤檔暫未有計劃實施防疫安排，但售賣神香風車攤檔活動現場將按情況採取人潮管制措施。[13]

## 由市政署舉辦的其他新春慶祝活動

### 澳門及氹仔爆竹煙花燃放區
- 在每年農曆新年期間，市政署於澳門半島和氹仔島設爆竹煙花燃放區，澳門半島燃放區位於旅遊塔巴士車場即新城B區填海地；氹仔島燃放區位於史伯泰海軍將軍馬路近海傍一帶，麗景灣酒店對面。開放日期為農曆春節除夕至年初五，除夕夜開放時間為中午12時至年初一凌晨1時，年初一至年初五開放時間為上午10時至凌晨0時。燃放區劃分小童區、煙花火箭及大型爆竹燃放區等。隨著多地禁止爆竹燃放活動，直至2023年，澳門成為粵港澳大灣區唯一合法舉辦該活動。[14]

- 在活動結束後，市政署根據規定於澳門半島和氹仔兩個燃放區收集剩餘的爆竹、煙花及火箭，之後在年初六上午在設於澳門半島的燃放區內進行統一銷毀。[15][16]

- 隨著澳門半島南岸海濱綠廊第二期落實興建，並計劃於2024年年底動工。其中位於整個區域的主入口位置的多功能廣場於農曆新年的特定日子亦可劃為爆竹煙花燃放區用途[17]。

### 新春系列大自然活動
- 在每年春節期間，市政署在全澳各區的主要公園、廣場、旅遊景點、休憩區及綠化帶佈置賀年花卉，為城市增添節日氣氛。2018年的活動舉辦嘉年華和工作坊，於石排灣郊野公園內舉行多個活動，又舉行“新春行大運”活動參觀香徑藥谷生態園[18]。2022年的活動分別於澳氹兩地舉行兩場嘉年華和工作坊活動，又舉行“新春行大運”活動參觀位於路環石排灣郊野公園內的香徑藥谷生態園。[19]

### 农历新年风车、香烛、元宝等物品临时售卖摊檔
- 在每年農曆新年（年三十至年初七）及觀音開庫（正月廿五至廿六），市政署分別於媽閣廟前地及普濟禪院前設臨時售賣攤檔，銷售風車、香燭、元寶等物品[20]。

## 澳門其他年宵市場
- “年宵購物美食展”：設有年宵購物區、美食區，於農曆新年前兩周在澳門威尼斯人會議展覽中心舉行[21]。於2021年和2022年與健康優質生活展共同舉行[22]。
- 2021年，氹仔海洋花園海洋廣場舉行年宵花市攤位，場內包括年花銷售單位、多個年宵攤位，售賣不同類型產品，包括新年花卉、賀年禮品、廚房用具、台灣食品等。另外更舉辦年宵賀年應節貨品市場，貨品包括參茸海味、賀年糖果、台灣食品、洋酒、中國酒、日本清酒、家居清潔用品等等[23][24]。
- 澳門銀河“年宵喜市”：匯聚不同澳門知名品牌商家攤位，售賣海味、美酒、乾貨、澳門特色手信、喜慶盆栽等數千款賀年精選商品，於2020年起舉辦[25][26][27]。

## 澳門其他新春慶祝活動
- 澳門農曆新年花車巡遊匯演
- 澳門農曆新年煙花表演